# Sarah Freeman (sciatrice)
Sarah Freeman (29 aprile 1992) è un'ex sciatrice alpina canadese.

## Biografia
Sarah Freeman partecipò per la prima volta a una competizione valida ai fini FIS il 18 dicembre 2007 a Panorama disputando uno slalom gigante; il 14 dicembre 2008 debuttò, nella stessa località, in Nor-Am Cup in supercombinata, ottenendo il 41º posto. Convocata per i Mondiali juniores di Crans-Montana 2011, ottenne il 9º posto nella discesa libera e non completò il supergigante; poco dopo conquistò il suo unico podio in Nor-Am Cup, il 14 febbraio 2011, piazzandosi 3ª in discesa libera ad Aspen, preceduta soltanto dalle connazionali Georgia Simmerling e Julia Roth.
Nell stagione 2011-2012 esordì in Coppa del Mondo, il 2 dicembre a Lake Louise in discesa libera (55ª), ottenne il suo miglior piazzamento in Coppa del Mondo, il 28 gennaio a Sankt Moritz in discesa libera (45ª), sua ultima gara nel massimo circuito internazionale, e prese parte ai Mondiali juniores di Roccaraso 2012, dove non concluse la prova di supergigante. Si ritirò nel corso della stagione 2013-2014 e la sua ultima gara fu uno slalom speciale FIS disputato il 17 febbraio a Jackson il 17 febbraio, chiuso dalla Freeman al 13º posto; in carriera non prese parte a rassegne olimpiche o iridate.

## Palmarès

### Nor-Am Cup
- Miglior piazzamento in classifica generale: 18ª  nel 2011
- 1 podio:
  - 1 terzo posto

### Campionati canadesi
- 1 medaglia[1]:
  - 1 argento (discesa libera nel 2011)